# Clinfoc

Schéma de positionnement d’un clinfoc (en rouge).

Un clinfoc (ou clin-foc) est une voile utilisée à l'avant d'un voilier ; elle désigne le foc le plus à l'avant, amuré à l'extrémité du beaupré. Le clinfoc est en général très allongé et placé en hauteur ; il sert moins à la propulsion du navire qu'à laminer l'air pour les voiles suivantes de plus grande importance.